# Ребричанский
Ребричанский — хутор в Орловском районе Ростовской области.
Входит в состав Донского сельского поселения.

## География

### Улицы
| - ул. Весёлая, - ул. Звёздная, - ул. Машухинская, - ул. Молодёжная, - ул. Тихая, | - пер. Осенний, - пер. Первомайский, - пер. Степной, - пер. Торговый. |

## Население
| 2010 |
| ---- |
| 433  |

## Достопримечательности
Территория Ростовской области была заселена ещё в эпоху неолита. Люди, живущие на древних стоянках и поселениях у рек, занимались в основном собирательством и рыболовством. Степь для скотоводов всех времён была бескрайним пастбищем для домашнего рогатого скота. От тех времен осталось множество курганов с захоронениями жителей этих мест. Курганы и курганные группы находятся на государственной охране.
Поблизости от территории хутора Ребричанского Орловского района расположено несколько достопримечательностей — памятников археологии. Они охраняются в соответствии с Федеральным законом от 25.06.2002 N 73-ФЗ «Об объектах культурного наследия (памятниках истории и культуры) народов Российской Федерации», Областным законом от 22.10.2004 N 178-ЗС «Об объектах культурного наследия (памятниках истории и культуры) в Ростовской области», Постановлением Главы администрации РО от 21.02.97 N 51 о принятии на государственную охрану памятников истории и культуры Ростовской области и мерах по их охране и др.
- Курган «Ребричанский I». Находится на расстоянии около 5,5 км к северо-востоку от хутора Ребричанского.
- Курганная группа «Ребричанский II» из трех курганов. Находится на расстоянии около 2,0 км к юго-востоку от хутора Ребричанского.
- Курган «Ребричанский III». Находится на расстоянии около 2,0 км к северо-востоку от хутора Ребричанского[3].